# Ernest I Pobożny

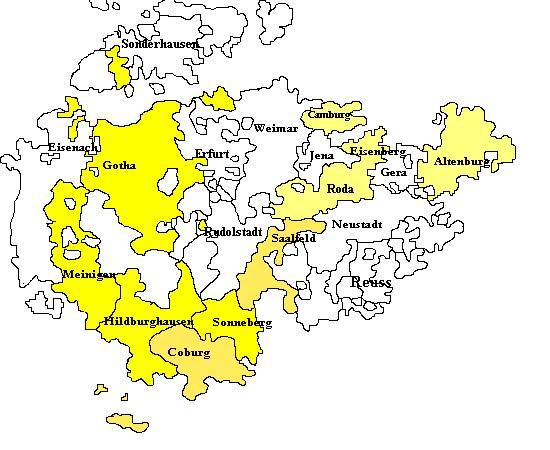
Obszar księstwa Ernesta pod koniec jego życia na tle granic saskich księstw na terenie Turyngii

Ernest I Pobożny (niem. Ernst I. der Fromme, ur. 25 grudnia 1601 w Altenburgu, zm. 26 marca 1675 w Gocie) – książę Saksonii, od 1605 wraz z braćmi w księstwie Saksonii-Weimar, po podziale w 1640 w księstwie Saksonii-Gotha, a od 1672, po odziedziczeniu Saksonii-Altenburg w księstwie Saksonii-Gothy-Altenburga.

## Życiorys
Ernest był jednym z licznych synów księcia Saksonii-Weimar Jana z rodu Wettinów i Doroty Marii, córki księcia Anhaltu-Zerbst Joachima Ernesta. Na dworze w Weimarze został starannie wykształcony i wychowany w wierze luterańskiej. Gdy miał cztery lata, zmarł jego ojciec. W 1618 bracia zawarli układ, zgodnie z którym księstwo odziedziczone po ojcu pozostało niepodzielone, a zarząd sprawował najstarszy z braci, Jan Ernest.
Gdy podczas wojny trzydziestoletniej wszyscy jego starsi bracia znaleźli się na polu bitwy, w 1621 objął na krótko zarządzanie księstwem. W 1631 objął stanowisko oficerskie w szwedzkiej armii. W jej szeregach wziął udział w biwie pod Lützen. Gdy w 1633 jego młodszy brat Bernard otrzymał w uznaniu swych zasług księstwo Frankonii, powierzył jego zarząd Ernestowi. Po szwedzkiej klęsce w bitwie pod Nördlingen Ernest przystąpił do pokoju praskiego i powrócił do rodzinnych włości.
Powiększył wspólne księstwo po wygaśnięciu lokalnej linii Wettynów panującej w księstwie Saksonii-Coburg-Eisenach. W 1640 po podziale ojcowizny został samodzielnym władcą księstwa Saksonii-Gothy. Stopniowo poszerzał zasięg swojej władzy: w 1644/1645 odziedziczył część Saksonii-Eisenach, w 1660 część hrabstwa Hennebergu, a w 1672 większość Saksonii-Altenburg z Coburgiem. Scalił w ten sposób pod swym berłem dużą część ziem ernestyńskiej linii Wettinów.
Podczas swych rządów dążył do odbudowy księstwa z poważnych zniszczeń spowodowanych przez działania wojenne w okresie wojny trzydziestoletniej. Głęboko wierzący i zaangażowany w zaprowadzenie porządku w swojej dziedzinie, zreformował Kościół i system edukacji oraz zorganizował własne wydanie Biblii. Wspierał luteran także poza granicami, m.in. finansując budowę kościoła w Moskwie, a nawet próbował zorganizować misję w Etiopii. Wprowadzał zarządzenia regulujące w duchu religijnym nawet prywatne życie swych poddanych. Zreformował administrację i zreorganizował sądownictwo. Dużą uwagę zwracał na gospodarkę, m.in. wprowadził nowe regulacje dotyczące lasów i podjął nieudane próby zapewnienia żeglowności rzek księstwa. W swej stolicy zbudował pałac Friedenstein.
Przez swój testament dał możliwość dalszego podziału swego niewielkiego księstwa pomiędzy synów.

## Rodzina
W 1636 w Altenburgu Ernest poślubił Elżbietę Zofię (1619–1680), córkę księcia Saksonii-Altenburg Jana Filipa. Mieli osiemnaścioro dzieci (dwunastu synów i sześć córek): 
- Jan Ernest (ur. i zm. 1638),
- Elżbieta Dorota (1640–1709), żona landgrafa Hesji-Darmstadt Ludwika VI,
- Jan Ernest (1641–1657),
- Chrystian (ur. i zm. 1642),
- Zofia (1643–1657),
- Joanna (1645–1657),
- Fryderyk I (1646–1691), książę Saksonii-Gothy Altenburga,
- Albrecht (1648–1699), książę Saksonii-Coburg,
- Bernard I (1649–1706), książę Saksonii-Meiningen,
- Henryk (1650–1710), książę Saksonii-Römhild,
- Chrystian (1653–1707), książę Saksonii-Eisenberg,
- Dorota Maria (1654–1682),
- Ernest (1655–1715), książę Saksonii-Hildburghausen,
- Jan Filip (ur. i zm. 1657),
- Jan Ernest (1658–1729), książę Saksonii-Coburg-Saalfeld,
- Joanna Elżbieta (ur. i zm. 1660),
- Jan Filip (1661–1662),
- Zofia Elżbieta (ur. i zm. 1663)[1][3].